# Black Bart (wrestler)
Richard Harris (30. ledna 1948 – 9. ledna 2025), známý pod přezdívkou Black Bart, byl americký profesionální wrestler.
Jeho největším úspěchem byl zisk WCWA World Heavyweight Championship ve společnosti World Championship Wrestling. Během svého života působil v několika různých společnostech.

## Osobní život
Byl diabetik a v roce 2015 podstoupil operaci srdečního bypassu. V červenci 2016 byl součástí hromadné žaloby podané proti WWE, která tvrdila, že zápasníci během svého působení utrpěli vážná poranění mozku a že společnost zatajila rizika zranění. Případ byl v září roku 2018 zamítnut. V září roku 2020 bylo zamítnuto i odvolání k žalobě.

## Nemoc a smrt
V roce 2022 mu byla diagnostikována rakovina tlustého střeva ve čtvrtém stadiu.
Dne 24. prosince roku 2024 Dutch Mantell oznámil, že Richard Harris ukončil chemoterapii a vrátil se z nemocnice domů, protože mu skončilo zdravotní pojištění.
Nemoci podlehl dne 9. ledna roku 2025, tři týdny před svými 77. narozeninami.

## Úspěchy a ocenění
- ACTS Wrestling Alliance
  - ACTS Heavyweight Championship (1x)
- Cauliflower Alley Club
  - Courage Award (2024)
- Championship Wrestling from Florida
  - NWA Brass Knuckles Championship (1x)
  - NWA Florida Tag Team Championship (2x)
  - NWA United States Tag Team Championship (3x)
- Continental Wrestling Association
  - CWA Heavyweight Championship (2x)
- Global Wrestling Federation
  - GWF Brass Knuckles Championship (1x)
  - GWF Tag Team Championship (3x)
- Jim Crockett Promotions
  - NWA Brass Knuckles Championship (Mid-Atlantic version) (1x)
  - NWA Mid-Atlantic Heavyweight Championship (1x)
  - NWA Mid-Atlantic Tag Team Championship (1x)
  - NWA National Heavyweight Championship (1x)
- Pro Wrestling Illustrated
  - PWI ranked him #348 of the 500 best singles wrestlers during the "PWI Years" in 2003
- Southeastern Championship Wrestling
  - NWA Alabama Heavyweight Championship (2x)
- Texas Wrestling Hall of Fame
  - (2013)
- World Class Wrestling Association
  - WCWA World Heavyweight Championship (1x)